# NFL 1924
Die NFL-Saison 1924 war die fünfte Saison der US-amerikanischen Footballliga National Football League (NFL). Meister der Liga wurden die Cleveland Bulldogs.
Aus der Fusion der Cleveland Indians und der Canton Bulldogs entstanden die Cleveland Bulldogs. Neue Mannschaften waren die Frankford Yellow Jackets, die Kansas City Blues und die Kenosha Maroons. Vier Mannschaften die im Vorjahr teilnahmen, traten nicht wieder an.

## Tabelle
| Team                     | S  | N | U | SQ    |
| ------------------------ | -- | - | - | ----- |
| Cleveland Bulldogs       | 7  | 1 | 1 | 0,875 |
| Chicago Bears            | 6  | 1 | 4 | 0,857 |
| Frankford Yellow Jackets | 11 | 2 | 1 | 0,846 |
| Duluth Kelleys           | 5  | 1 | 0 | 0,833 |
| Rock Island Independents | 5  | 2 | 2 | 0,714 |
| Green Bay Packers        | 7  | 4 | 0 | 0,636 |
| Racine Legion            | 4  | 3 | 3 | 0,571 |
| Chicago Cardinals        | 5  | 4 | 1 | 0,556 |
| Buffalo Bisons           | 6  | 5 | 0 | 0,545 |
| Columbus Tigers          | 4  | 4 | 0 | 0,500 |
| Hammond Pros             | 2  | 2 | 1 | 0,500 |
| Milwaukee Badgers        | 5  | 8 | 0 | 0,385 |
| Akron Pros               | 2  | 6 | 0 | 0,250 |
| Dayton Triangles         | 2  | 6 | 0 | 0,250 |
| Kansas City Blues        | 2  | 7 | 0 | 0,222 |
| Kenosha Maroons          | 0  | 4 | 1 | 0,000 |
| Minneapolis Marines      | 0  | 6 | 0 | 0,000 |
| Rochester Jeffersons     | 0  | 7 | 0 | 0,000 |